# Radiospongilla streptasteriformis
Radiospongilla streptasteriformis är en svampdjursart som beskrevs av Stanisic 1978. Radiospongilla streptasteriformis ingår i släktet Radiospongilla och familjen Spongillidae. Inga underarter finns listade i Catalogue of Life.